# Кнежевина Трансилванија
Кнежевина Трансилванија је назив за вазалну државу Османског царства (1570—1699) и крунску област Хабзбуршке монархије (1699—1867). Вазалном Трансилванијом је управљала мађарска владајућа елита, док су становништво ове земље чинили Румуни, Мађари, Секељи, Саси, Срби, итд. Кнежевина је настала у време османског освајања Угарске у 16. веку, а формирана је од источних делова територије Угарске. Карловачким миром из 1699. године, кнежевина долази под управу Хабзбуршке монархије, која 1711. године кнеза замењује гувернером. Кнежевина је укинута 1867. године и прикључена угарском делу Аустроугарске.

## Почеци

### Источно угарско краљевство и породица Запоља
Војска Османског царства предвођена султаном Сулејманом је 29. августа 1526. године нанела одлучујући пораз угарским снагама у Мохачкој бици. Јован I Запоља био је на путу ка Мохачу са својом војском, али није учествовао из непознатих разлога. Млади краљ Лајош II Јагелонац погинуо је током битке, као и многи његови војници. Када је Запоља изабран за краља Угарске, Фердинанд из династије Хабзбург такође је полагао право на угарски трон. У борби за престо која је уследила Запоља је добио подршку султана Сулејмана I, који је након његове смрти 1540. године, окупирао Будим и централну Угарску 1541. године под изговором да штити Запољиног сина, Јована II. Угарска је била подељена на три дела: Краљевину Угарску (западни и северни део), Османску Угарску, и Источну угарску краљевину под османском влашћу, која је касније постала Кнежевина Трансилванија, у којој су се аустријски и османски утицаји борили за превласт скоро два века. Угарски магнати у Трансилванији водили су двоструку политику како би сачували независност.
Трансилванијом је управљала Изабела, мајка Јована II од 1541. до 1551. године, када су пали под Хабзбуршком влашћу наредних пет година (1551–1556). Династија Запоља опет је преузела власт над Трансилванијом 1556. године, скупштина у when the Diet of Себешу изабрала Жигмунда за кнеза Трансилваније.
Трансилванија је била ван домашаја католичког религијског ауторитета, допуштајући процват лутеранизма и калвинизма. Ђорђо Бландрата је 1563. године изабран за судског лекара, а његове радикалне религијске идеје све више су утицале на младог краља Јована II и калвинистичког бискупа Франциса Давида, коначно прерастајући у анти-тројствену (унитаристичку) веру. У формалној јавној расправи, Франсис Давид је превагнуо над калвинистом Петром Мелиусом, што је резултирало формалним усвајањем индивидуалне слободе верског изражавања под Тордским едиктом (прва таква законска гаранција верске слободе у хришћанској Европи, али само за лутеране, калвинисте, унитаристе и наравно католике, а православна вероисповест је била "толерисана" без правних гаранција).

## Кнежевина Трансилванија
Кнежевина Трансилванија је основана 1570. године, када се Јован II одрекао свог права као Краљ Угарске на Шпајерском споразуму (ратификован у 1571. години), међутим он је постао трансилванијски кнез. Споразум је такође признао да Кнежевина Трансилванија припада Краљевини Угарској у смислу јавног права. Након смрти Јована II 1571. години на власт је дошла династија Батори која је владала Кнежевином Трансилванијом под Османским царством, и накратко под Хабзбурговцима, до 1602. године. Њихов долазак на власт означио је почетак Кнежевине Трансилваније као полунезависне државе.
Његово краљевско височанство Стефан Батори био је први моћни кнез независне Трансилваније, а као угарски католик, који је касније постао краљ под именом Стефан Батори од Пољске, обавезао се да ће задржати верску слободу коју је одобрио Тордски едикт, али је ову обавезу тумачио у све ограниченијем смислу. За време владавине последњег кнеза Трансилваније из династије Батори, Жигмунда, Трансилванија улази у Дуги рат на страни хришћанског савеза Светог римског царства Хабзбурговаца и Кнежевине Влашке под кнезом Михајом Храбрим, против Османског царства.
Након 1601. године Кнежевина Трансилванија је за кратко време била под влашћу Рудолфа II који је иницирао германизацију становништва, и покушао да врати кнежевину у католицизам путем контрареформације. Од 1604. до 1606. године, угарски племић Стефан Бочкај водио је успешну борбу против аустријске владавине. Бочкај је изабран за кнеза Трансилваније 5. априла 1603. године и кнеза Угарске два месеца касније. Његов успех је признат на Бечком споразуму 1606. године. Бечким миром, Бочкај је добио верску слободу и политичку аутономију, обнову свих конфискованих имања, укидање свих "неправедних" пресуда и потпуну ретроактивну амнестију за све Мађаре у Краљевини Угарској, као и његово признање за независног сувереног кнеза проширене Кнежевине Трансилваније. Бечким споразумом је гарантовано право Трансилванцима да бирају своје самосталне кнезове, али Георг Кеглевић, који је био врховни командант, генерал, и вице-бан Хрватске, Славоније и Далмације, од 1602. године био је и барон у Трансилванији. Био је то веома сложен и компликован мировни споразум након дугог рата.
Под Бочкајовим наследницима Трансилванија је имала своје златно доба, посебно под владавином Габора Бетлена и Ђерђа I. Габор Бетлен, који је владао од 1613. до 1629. године, непрестано је ометао све напоре цара да угњетава или заобилази своје поданике, и освојио репутацију у иностранству заговарајући протестантизам. Три пута је водио рат против цара, два пута је проглашен за краља Угарске, а споразумом у Николсбургу (31. децембар 1621. године) добио је за протестанте потврду Бечког споразума, а за државу седам додатних округа на северу Угарске. Бетленов наследник, Ђерђ I Ракоци, био је једнако успешан. Његово главно достигнуће био је споразум у Линцу (16. септембар 1645. године), последњи политички тријумф угарских протестаната, на којем је цар опет био принуђен да потврди чланке Бечког споразума. Габор Бетлен и Ђерђ I Ракоци такође су много учинили за образовање и културу, а њихово доба је с правом названо златно доба Трансилваније. Они су трошили доста новца на украшавање њихове престонице Алба Јулије, која је постала главни бедем протестантизма у источној Европи. Током њихове владавине, Трансилванија је такође била једна од ретких европских земаља у којој су римокатолици, калвинисти, лутеранисти, и унитаристи живели у међусобној толеранцији, сви они су припадали званично прихваћеним религијама, док православци још увек нису били званично прихваћени, али су били толерисани.
Пад Великог Варадина под Османлијама 27. августа 1660. године означио је пад Кнежевине Трансилваније. Да би се супротставила османској претњи, хабзбуршка политика је одлучила да добије утицај и можда контролу над овом територијом. Под кнезом Кемењом, скупштина Трансилваније прогласила је отцепљење суверене Трансилваније од Османлија (април 1661) и позвала Беч за помоћ, али тајни Хабзбуршко-османски споразум резултирао је даљњим повећањем Хабзбуршког утицаја. Након пораза Османлија у опсади Беча у 1683. години, Хабзбурговци су почели постепено да намећу своју власт над некадашњом аутономном Трансилванијом. Након Карловачког мира 1699. године, Трансилванија је била формално везана за Угарску под Хабзбуршком контролом и подвргнута директној царевој владавини. Од 1711. године, Хабзбуршка контрола над Трансилванијом је консолидована, а трансилванијске кнежеве су заменили гувернери.

## Демографија
До 1691. године Трансилванијом је владао "Унио Триум Натионум", три државно контитуисана друштвено-етничка ентитета која су се састојала од од угарског племства, саксонских урбаних насељеника, секељских сељака-војника, док је значајан део опште популације, састављен од православних Румуна остао лишен било каквих грађанских и политичких права.
Коалиција "Три нације" задржала је свог законски заступнички монопол под кнезом као и пре распада средњовјковног угарског краљевства изазваног османским инвазијама. Према Денису П. Хапчику, иако су се повремено појављивали сукоби између мађарског равничарског становништва и планинских Секеља, они су се ујединили под патронимским "Мађарима" и, уз подршку Саксонаца, формирали заједнички фронт против претежног румунског сељаштва.
Званични пописи са информацијама о становништву Трансилваније су се почели спроводити од 18. века, али је етнички састав био предмет различитих модерних процена.
На основу рада Антуна Вранчића (лат. "Expeditionis Solymani in Moldaviam et Transsylvaniam libri duo. De situ Transsylvaniae, Moldaviae et Transalpinae liber tertius"), постоји више различитих процена јер је оригинални текст преведен и интерпретиран на другачији начин, посебно од стране румунских и мађарских учењака.
Према румунским интерпретацијама, Антун Вранчић (лат. "Antonius Verancsics", 1504–1573) је писао о становницима Трансилваније и о Румунима следеће: "земљу насељавају три народа, Секељи, Мађари, и трансилванијски Саксонци, ја бих ипак додао Румуне, који – иако надмашују друге по бројности – немају слободу, немају аристократију, немају своје право, осим малог броја који живе у округу Хатег, за који се верује да је био Децебалова престоница, и који су током времена Јаноша Хуњадија, који је био родом из тог краја, добили аристократски статус зато што су увек учествовали у борби против Османлија. Остали су сви пучани, кметови Мађара, који немају сопствена места, простиру се по целој територији, у целој земљи "и" воде несрећни живот "", док се у мађарским тумачењима примећује да би прави превод првог дела реченице био "... треба да додам и Румуне који - иако се лако изједначавају са било којим другима у бројности...".
Према Денису П. Хапчику, Румуни су били већинско становништво у региону за време владавине Стефана Баторија (16. век). Године 1600., према Џорџу В. Вајту, Румуни, који су били првенствено сељаци, чинили су више од 60% становништва. Ову теорију подржава Јон Ардељану, који каже да је румунска популација представљала "огромну већину" у доба Михаила Храброг.
Са друге стране, Карол Кочиш и Ештер Кочисне Ходоси тврде да су Мађари били најбројнија етничка група пре друге половине 17. века, када су их премашили Румуни. Они дају следећу структуру становништва: у 1595. години, од укупног броја становника од 670.000, 52,2% су били Мађари, 28,4% Румуни, 18,8% Немци. Око 1650. године, молдавски кнез Василе Лупу, у писму упућеном султану, потврђује да је број Румуна већ виши од трећине становништва. До 1660, према Миклосу Молнару, 955.000 људи је живело у кнежевини (укључујући и Партијум), а становништво се састојало од 500.000 Мађара (укључујући 250.000 Секеља), 280.000 Румуна, 90.000 Немаца и 85.000 Срба, Украјинаца.
Године 1720. од укупно 806.221 становника, 49.6% су били Румуни, 37.2% Мађари, 12.4% Немци. Према процени Бенедека Јанчоа, у Трансилванији је почетком 18. века било 250.000 Румуна, 150.000 Мађара и 100.000 Саксонаца.

## Галерија
- Кнежевина Трансилванија, наследник Источне угарске краљевине (1570). Партијум је приказан у тамнијој боји
- Подела средњовековног краљевства Угарске између Османског и Хабзбуршког царства трајала је више од 150 година[22] након Мохачке битке 1526. године.
- Кнежевина у 1606. години.